# Sistema de Guardas da Alfândega de Angra

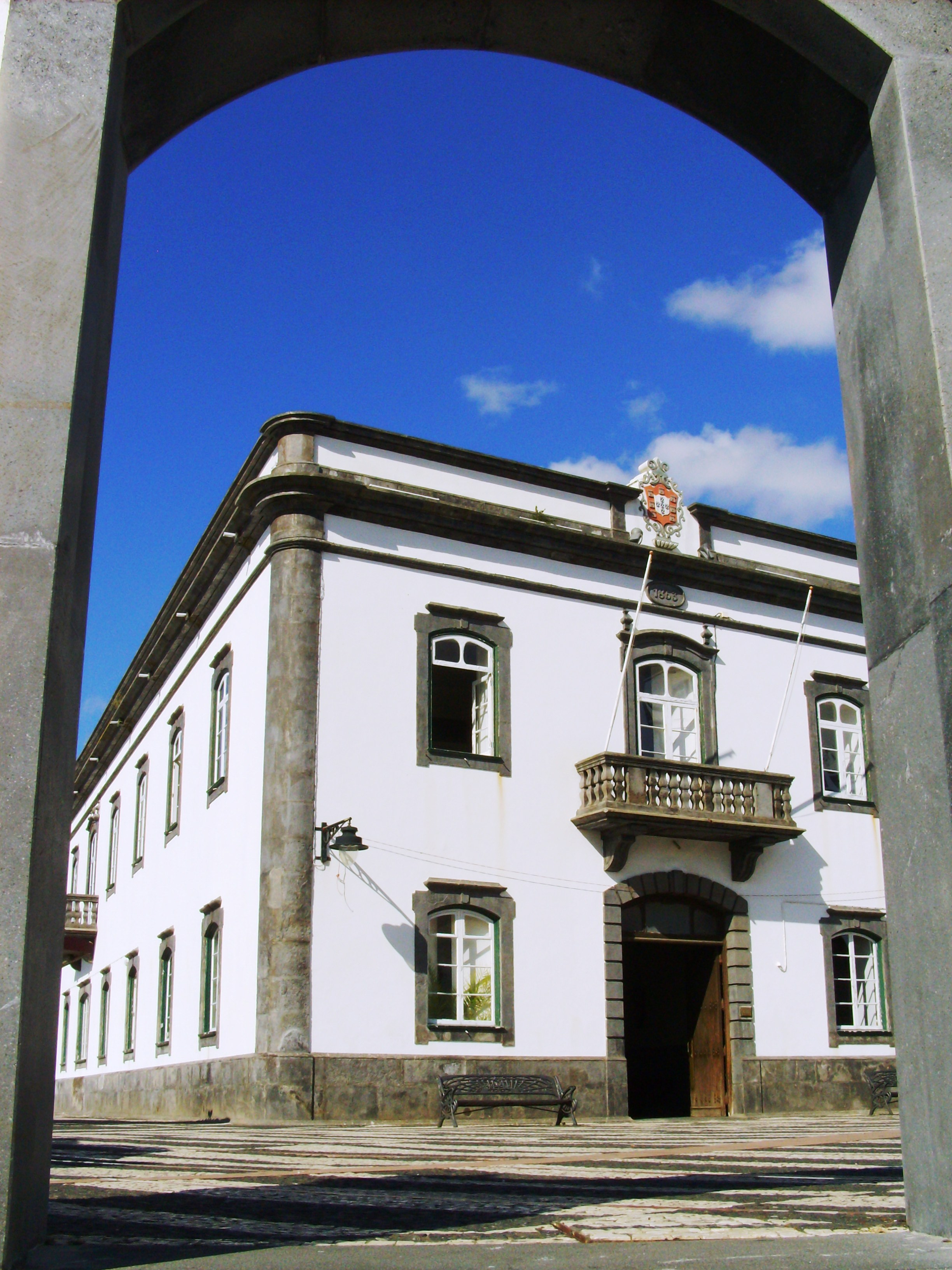
Edifício da Alfândega de Angra do Heroísmo.

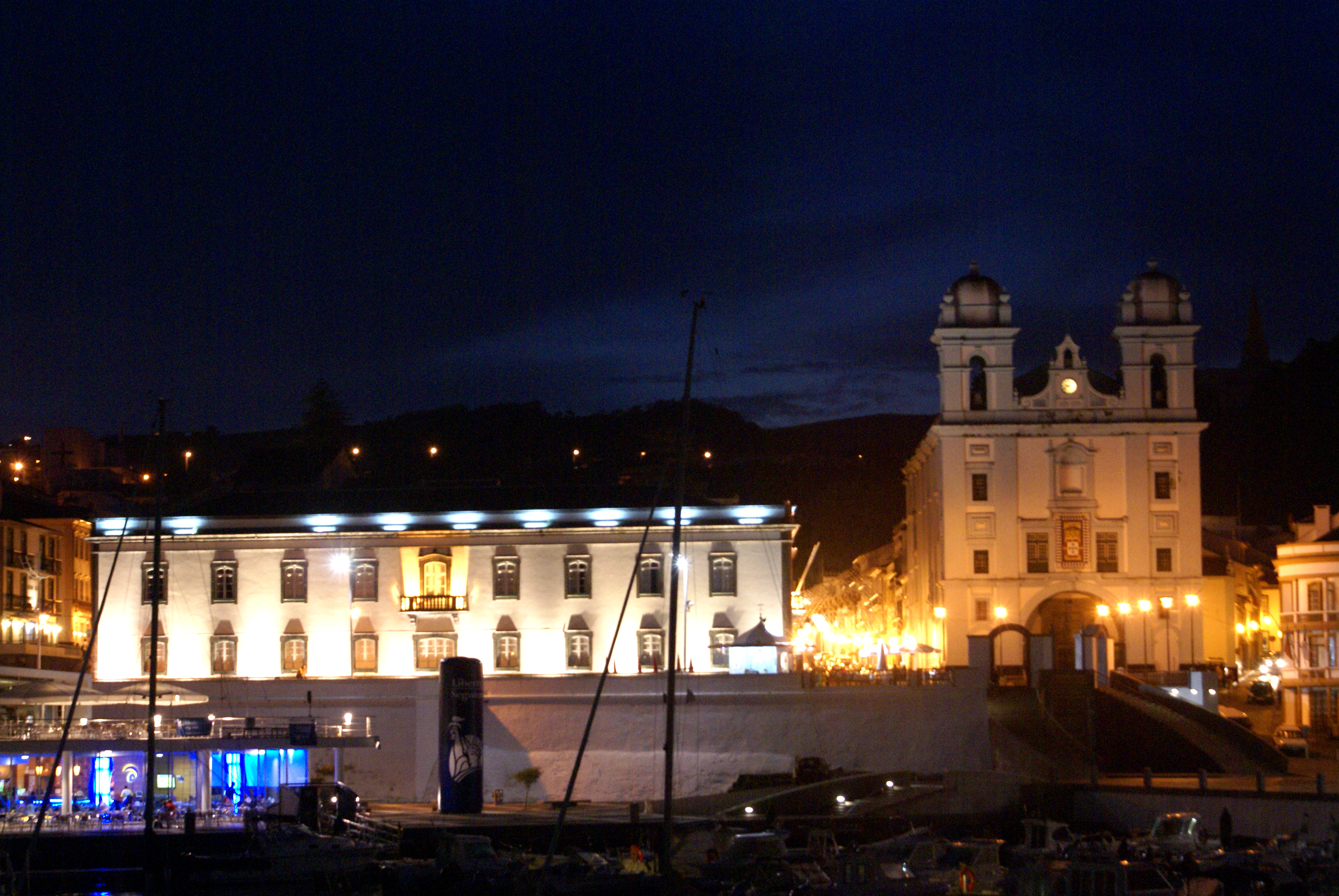
Conjunto Edifício da Alfandega de Angra do Heroísmo e Igreja da Misericórdia, Angra Heroísmo.

O Sistema de Guardas da Alfândega de Angra foi um sistema de corpo de guarda e de controlo alfandegário que existiu no porto de Angra, na ilha Terceira, nos Açores.

## História
Mouzinho da Silveira, em 1821, na alvorada do liberalismo, enquanto administrador-geral das Alfândegas em Portugal preparou uma reforma que visava alterar profundamente o sistema tributário, mas que, foi suspensa com início das revoluções liberais.
Naquele período, pretendeu com a medida eliminar os excessos do contrabando, que arruinavam o comércio nacional, através de uma profunda reforma fiscal e aduaneira, sem que o tenha conseguido concretizar.
Mais tarde, depois de 1829, período em que os liberais através da Regência de Angra, preparavam as "armas" na ilha Terceira, Mouzinho recomeçou a reforma da fiscalização do sistema tributário, através da elaboração de inúmeros decretos que "visavam destruir a velha ordem, por um lado, e por outro lançar as bases de um Portugal liberal, moderno e progressivo".

## O Decreto nº 34 de 1831
Pelo Decreto nº 34, de 18 de Janeiro de 1831, foi reorganizado, em moldes militares, um "Sistema de Guardas de Alfândega capaz de prevenir o contrabando, o descaminho dos géneros e mercadorias que para ella (ilha Terceira) são importados ou exportados. Aprovado no Palácio do Governo de Angra."
Desse modo, o Primeiro Regimento dos Guardas da Alfândega de Angra foi constituído.
O diploma extinguiu todos os "logares de Guardas de Alfândega, ora existentes nesta ilha", com a data de 28 de Fevereiro do mesmo ano. Permitiu com isso que houvesse um período de quarenta e dois dias de transição para o novo corpo de Guardas assumir, na íntegra, os lugares do corpo extinto.
O artigo 2º do Decreto era inovador para o país à época, pois permitia que todos os géneros e mercadorias apreendidas por infracções às leis fiscais, contrabando e descaminho, revertessem a favor dos apreensores (o novo corpo de Guardas). Abriu também a possibilidade de atribuir a terça parte para qualquer cidadão que denunciasse infracções fiscais decretadas. a medida pretendia dissuadir a fuga ao pagamento de tributos, reprimir os infractores e compensar quem denunciava, garantindo sempre o aumento das receitas para a Regência.

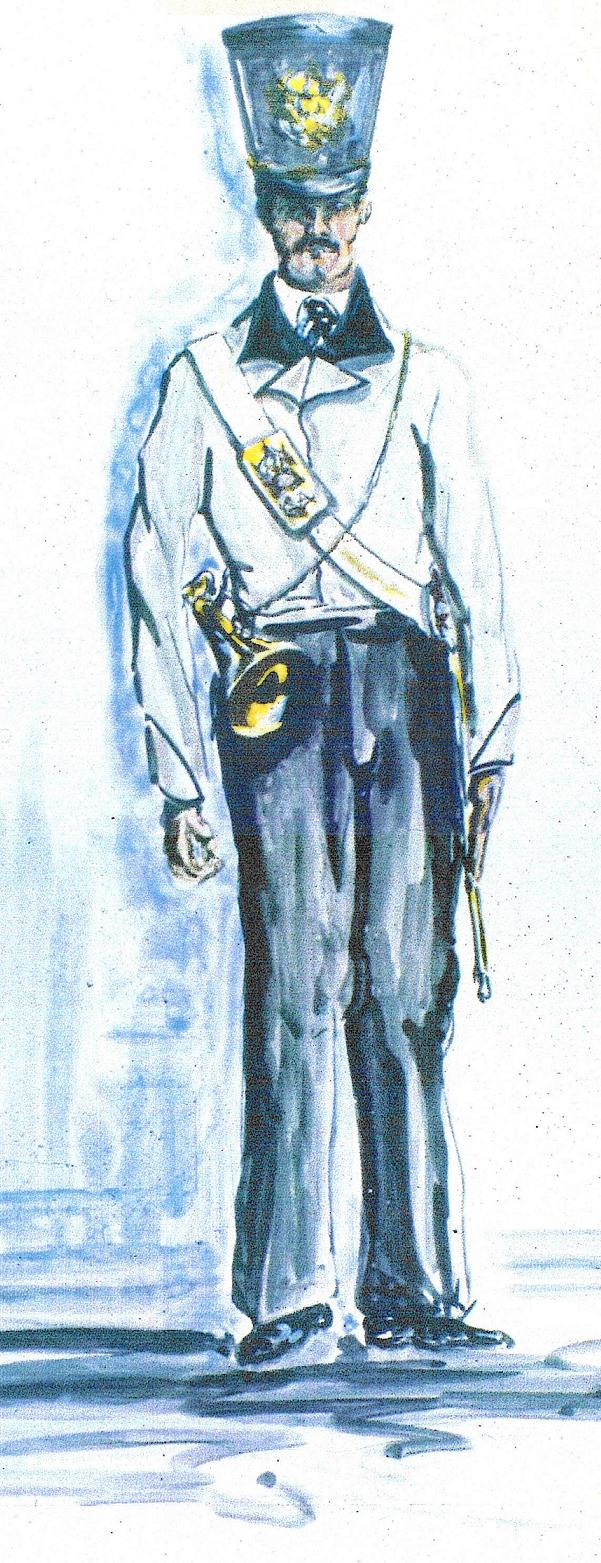
Gravura do Guarda da Alfândega de Angra de 1831. Foto em exposição no Comando de Administração e Recursos Logísticos da Guarda Nacional Republicana, edifício onde esteve o Comando-Geral da Guarda Fiscal, em Lisboa, Portugal

.

## O Regimento do Corpo de Guardas da Alfândega
O Regimento do novo Corpo de Guardas da Alfândega previa para a sua composição um primeiro Sargento, um segundo Sargento, quatro Guardas de primeira classe, seis Guardas de segunda classe e doze Guardas supranumerários de 3ª classe, com a dependência directa do Juiz da Alfândega.
O Regimento prevê com minúcias os requisitos para se poder ser Guarda: só poderiam ser admitidos (artigo 2º) os que tenham mais de 20 anos de idade, um comportamento sem nota, saber "ler, escrever, e fazer as quatro primeiras operações de aritmética". Na ausência de voluntários que reunissem os quesitos enunciados podiam ser nomeados para "Guardas da Alfândega os Oficiais Inferiores, e Soldados dos Batalhões de Milicias, e Artilheiros da Costa".

### Emolumentos
Os Guardas tinham um vencimento base (artigo 11º) com acréscimo dos emolumentos, previstos no artigo 13º, resultante: dos esforços da guarda aos navios ancorados no porto; da ida a bordo para fiscalização; do acompanhar da descarga de mercadorias; ou acompanhamento destas para fora da Alfândega. Todos os emolumentos recolhidos eram guardados dentro de um cofre que só podia ser aberto com a presença dos três claviculários.
Mais treze artigos definem com exactidão como são atribuídos os emolumentos, como são registados e geridos. Definem ainda outras despesas associadas ao funcionamento da Guarda.

### Uniformes
O Capítulo II do Regimento determinava o uso obrigatório de uniforme por parte dos Guardas quando em serviço. O uniforme era constituído por uma “Jaqueta de panno alvadio de mescla, com gola de pano preto, e canhão de forma angular, terçado simplesmente com galão preto de lã. A Jaqueta será guarnecida em roda de galão preto, e acolchetada. Calça de pano preto de mescla, ou de brim. Gravata preta. Barrete de copa larga redonda, coberto de oleado preto, e com pala de couro envernizado, tendo na frente uma chapa de metal branco com as Armas Reaes em relevo, e por cima o laço; çapatos abotinados.
Os Sargentos terão no braço as divisas de galão de prata, correspondentes às suas graduações no Exército”.

### Armamento
Os Sargentos, quando em serviço dentro da cidade de Angra, faziam serviço armados com “um terçado  de infantaria com bandoleira branca, tendo na altura do peito uma chapa de metal branco com uma Coroa Real em relevo. Fora da cidade terão, além do terçado, uma clavina com bandoleira, e uma cartucheira para seis cartuchos”.
Aos Guardas também foi distribuído pelo Arsenal Militar, a cada um, um terçado, uma clavina, uma correia para terçado, uma cartucheira e uma bandoleira. Os terçados eram marcados nas guardas e as clavinas nas chapas de couce, numerados de 1 a 24, número total dos guardas, com as letras “G de A”, por debaixo dos números. O Juiz da Alfândega devia manter uma reserva de duzentos cartuchos – cem com bala e cem sem bala. A arrecadação do material bélico é no interior da Alfândega e o seu responsável era o Sargento comandante da Guarda.

### Missão
O corpo de Guardas tinha como missão expressa, no art. 43º, entre outras, “acudir os naufrágios, e aos incêndios, impedir o contrabando em toda a ilha; auxiliar a Polícia; o serviço de arrecadação de Rendas Públicas; e quando as circunstâncias o exijam a defesa da Ilha”. Eram ainda obrigados a advertir os Comerciantes, e as Gentes do mar das suas obrigações respectivas”  – o pagamento dos impostos.
Decorre do artigo 44º que os Guardas “são obrigados a executar as ordens do Juiz da Alfândega e a obedecer a seus Superiores em tudo”. As principais áreas de fiscalização eram os portos de Angra e da “Vila” da Praia.
Reuniam todos os dias, no Largo da Alfândega às quatro da tarde, nos períodos de Inverno e às seis, nos períodos de Verão.
“Quando houver Navios Fundeados na Bahia, haverá no Porto uma Guarda de três homens commandados por um dos dous Sargentos; e esta Guarda, tanto de dia, como de noite será uma Sentinela effectiva na ponta do Caes da Alfandega. A Guarda será rendida de vinte e quatro em vinte e quatro horas, e a sentinella de duas em duas horas”.
Ainda, sempre que havia navios no Porto o primeiro Sargento nomeava dois guardas para bordo de cada navio que estivessem em franquia ou a descarregar e um Guarda para os que tivessem a carregar.
As obrigações dos Guardas eram diferentes pela natureza distinta do serviço: sentinela no cais; serviço a bordo de navios; e de piquete. No entanto, ambos os serviços tinham com objectivo último garantir a fonte de receita para os cofres da Alfândega de Angra, para a Regência da Terceira.

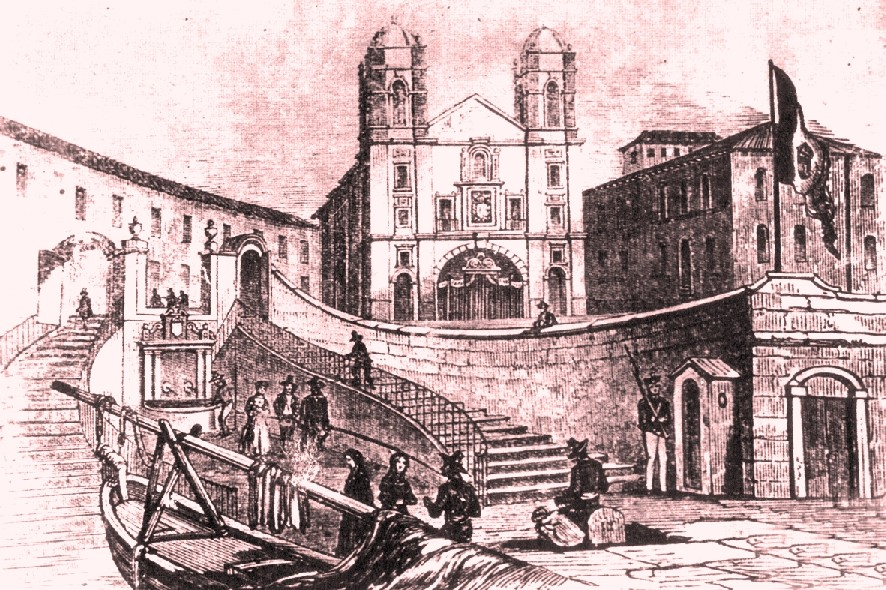
Gravura das portas de entrada de Angra do Heroísmo, em meados do século XIX, com as guardas do porto em sentinela na guarita, a igreja da Misericórdia ao centro e o edifício onde esteve o quartel do Destacamento Fiscal de Angra do Heroísmo no lado direito.

### Estrutura
- A sentinela no cais do Porto de Angra: garantia o desembarque das “Escalares” junto à Alfândega e passava-lhes revista; depositava na casa aduaneira todas as malas, caixas e outros objectos encontrados a bordo; examinava todos os objectos pessoais que eram embarcados; conduzia pessoas, que se recusavam mostrar o que trouxe de bordo, ao Juiz da Alfândega para passar revista com o escrivão; não deixava embarcar nenhuma mercadoria sem a Guia da Alfândega; e de noite, de hora a hora, chamava pelas sentinelas de bordo dos navios.

- Os Guardas de serviço a bordo: zelavam por impedir que entrasse alguém a bordo sem a presença de um escrivão da Alfândega, um Guarda ou licença do Juiz; não deixava sair dos navios em franquia sem autorização do Juiz; não permitia descargas de mercadorias sem a presença dos responsáveis da Alfândega; o Guarda de bordo rubricava a guia, depois de ter recebido as mercadorias; impedia a introdução de mercadorias a bordo sem o acompanhamento da respectiva guia, e conduzia as não declaradas à Alfândega ou à casa da Guarda.

- Os Guardas de piquete estavam disponíveis para executar qualquer serviço determinado pelo Juiz da Alfândega, como pelo comandante da Guarda. Registavam e informavam o Sargento de Dia das entradas dos navios, rondavam o porto de dia e de noite.

### Disciplina
Tais como as muitas obrigações, as penas a que os Guardas estavam sujeitos eram extensas, estavam bem definidas e enquadradas entre a perda de vencimento e dos emolumentos, com valores variáveis até à demissão imediata das funções.

### Apreensões
O capítulo das Tomadias  é também esclarecedor no destino e procedimentos a dar às mercadorias apreendidas pelos Guardas. Quer as mercadorias apreendidas, quer as pessoas eram obrigadas a entrar na Alfândega com as Tomadias para ser elaborado o Auto de Tomadia.
O Decreto n.º 34 é um diploma orientador que, numa perspectiva estritamente genética, cinquenta anos depois (em 1885) está na base da criação estrutural da Guarda Fiscal. Isto porque o corpo de Guardas de Angra (com guardas a bordo dos navios), foi o primeiro em moldes militares, com funções tributárias de fiscalização e cumulativamente com responsabilidade na segurança e defesa da ilha, que brotou em Angra do Heroísmo, nos Açores e no Reino.

## 1846
Foi no período conturbado elevado pela designação de Revolta Maria da Fonte, contra as novas reformas implementadas nos anos anteriores, nomeadamente as leis de recrutamento militar, o recenseamento da propriedade, as alterações fiscais e a proibição de realizar enterros dentro de igrejas.
Em 30 de Novembro de 1846 houve uma tentativa lograda em reestruturar os corpos de guardas das alfândegas com a publicação de um diploma: "Exigindo actuaes circumstancias que se empreguem convenientemente todos os meios de força publica para acabar com a facção que, tendo-se rebelado contra a Minha Regia Authoridade, (...) considerando que os Guardas Fiscaes das differentes Alfandegas menores do Reino podem prestar, reunidos em Corpo, importantes e valiosos serviços, (...)"
No artigo 1º deste Decreto "Os Guardas Fiscaes a pé e a cavallo, e os Chefes dos Postos Fiscaes das Alfandegas menores do Reino (...) formaram provisoriamente um Corpo Móvel … denominado de Corpo de Guardas Fiscaes."
Este foi uma embrionária tentativa de constituir um Corpo único de Guardas Fiscais mas que não durou um ano, pois um Decreto de 3 de Agoosto de 1847, determina que, " (...) pela falta de Empregados das Alfandegas menores alistados no Corpo de Guardas Fiscaes, visto que os indivíduos que ordinariamente se empregam no trafico ilícito de contrabando … Hei por bem Determinar que elle seja desde já dissolvido".
Com esta estrutura, com o fim da revolta da Maria da Fonte e da Paluteia foram novamente criados vários Corpos de Guardas Fiscais junto das diferentes Alfândegas do Reino a partir de Agosto de 1847.

## Actualidade
O espírito, estrutura e missão do Sistema de Guardas da Alfândega de Angra do Heroísmo como corpo de Guardas da Alfândega de Angra perdurou até 1885.
Em 17 de Setembro de 1885, com a separação dos corpos de Guardas das Alfândegas do Reino, foi criado a Guarda Fiscal com a integração de todos os corpos de Guardas das Alfândegas. Em Angra foi criado em 1885 a Distrito Fiscal e em 1886 a Companhia Independente nº3 que se manteve mais de um século .
Em 1993 passou a designar-se Destacamento Fiscal de Angra do Heroísmo, integrada na Brigada Fiscal da Guarda Nacional Republicana.
Hoje designa-se de Destacamento Territorial de Angra do Heroísmo, integrado no Comando Territorial dos Açores e tem a seguinte missão: a vigilância da costa e do mar territorial; prevenção e investigação de infracções tributárias e aduaneiras; assegurar o cumprimento das leis referentes à protecção e conservação do ambiente; e colaborar nas intervenções em situações de catástrofe ou calamidade.